# Kong Linghui

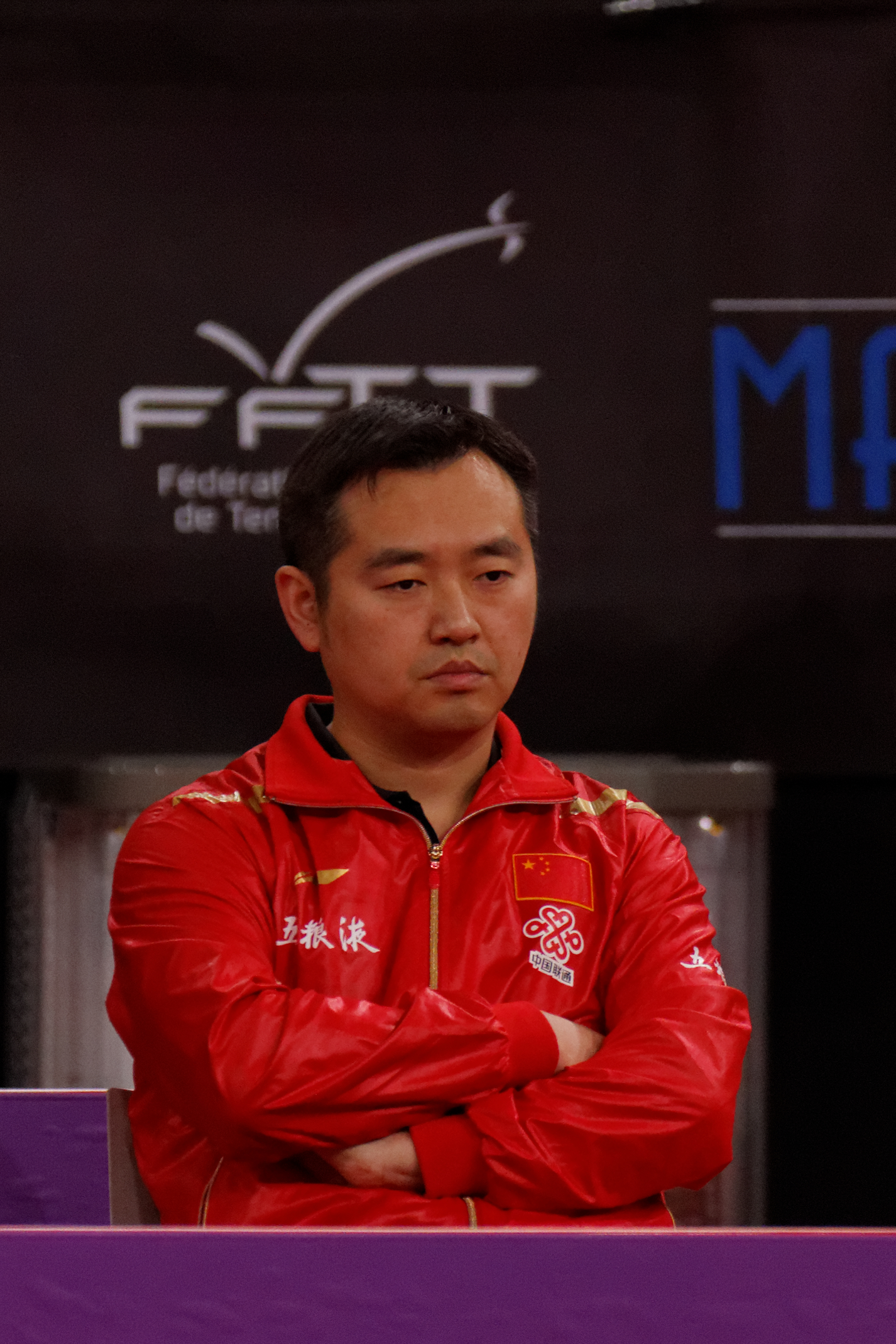
Kong Linghui

Kong Linghui (chinesisch 孔 令輝 / 孔 令辉, Pinyin Kǒng Lìnghuī; * 18. Oktober 1975 in Harbin, Provinz Heilongjiang, Volksrepublik China) ist ein ehemaliger chinesischer Tischtennisspieler und heutiger -trainer. Er wurde 1995 Weltmeister im Einzel und 2000 Olympiasieger im Einzel.

## Werdegang
Im Alter von 7 Jahren begann er mit dem intensiven Tischtennis-Training. 1994 wurde er in die chinesische Nationalmannschaft aufgenommen. Im gleichen Jahr wechselte er in die deutsche Bundesliga, wo er 1994/95 für TTC Jülich und 1995/96 für TTF Ochsenhausen spielte. Danach wechselte er nach Italien zu Libertas Alfaterna. 1999 kehrte er nach Deutschland zum TTF Bad Honnef zurück. Allerdings erlosch im Januar 2000 seine Spielberechtigung in Deutschland, weil er sich einem chinesischen Verein anschloss.
Seine größten Erfolge:
- 1. Platz im Einzel und mit dem chinesischen Team bei der WTTC 1995 in Tianjin (CHN). Im Finale schlug er den ein Jahr jüngeren Chinesen Liu Guoliang, der momentan chinesischer Herren-Nationaltrainer ist. Er ist der erste Chinese, der mit der Shakehand-Schlägerhaltung Weltmeister wurde.[7]
- 1. Platz im Einzel bei den Olympischen Sommerspielen 2000 in Sydney (AUS). Im Finale schlug er Jan-Ove Waldner mit 3:2 Sätzen. Verlauf: Die ersten beiden Sätze gewann Kong. Die 2:0-Führung vergab er. Es stand 2:2, wobei beide Akteure großartiges Tischtennis spielten. Im letzten Satz verlor Waldner komplett seine Form und ging einem 3:10-Rückstand hinterher. Dank einiger Konzentrationslöcher des Chinesen konnte Waldner noch einmal auf 12:15 aufholen. Doch nach Chinas „Time-Out“ baute Kong seine Führung auf 20:12 aus. Am Ende gewann Kong den Satz mit 21:13 und war somit bis 2004 Olympiasieger im Herren Einzel. 2004 wurde er vom Südkoreaner Ryu Seung Min abgelöst.

Durch seinen Doppel-Titel bei der WM 1997 im Alter von 21 Jahren und 201 Tagen ist er der bisher (Juni 2023) jüngste Weltmeister im Doppel.
Anfang 2006 wurde er Trainer der chinesischen Nationalmannschaft, im Oktober 2006 beendete er seine Laufbahn. 2012 wurde er Nachfolger von Shi Zhihao als Cheftrainer der chinesischen Damen-Nationalmannschaft. 2017 wurde Kong Linghui während der laufenden WM als Trainer suspendiert. Man unterstellte ihm Wettschulden, zudem hatte er 2006 angetrunken einen Autounfall verursacht.
2010 wurde er in die ITTF Hall of Fame aufgenommen.

## Erfolge
- 1. Platz im Herreneinzel bei der WTTC 1995 in Tianjin (CHN). Im Finale gewann er gegen einen weiteren Chinesen, Liu Guoliang.
- 1. Platz im Herren Worldcup 1995 in Nimes (FRA).
- 1. Platz im Herrendoppel (mit Liu Guoliang) bei den Olympischen Spielen 1996 in Atlanta (USA).
- 1. Platz im Herren Einzel bei den Olympischen Spielen 2000 in Sydney (AUS).
- 2. Platz im Herrendoppel (mit Liu Guoliang) bei den Olympischen Spielen 2000 in Sydney (AUS).

Im Finale Kong/Liu gegen ebenfalls 2 Chinesen, Wang Liqin und Yan Sen.
- 2. Platz im Herreneinzel bei der WTTC 2001 in Osaka (JPN). Im Finale spielte Kong gegen Wang Liqin.

Verlauf: Kong führte bereits mit 2:0, als Wang das Spiel drehte. Am Ende setzte sich Wang mit 21:13 im 5. Satz durch.
- 2. Platz beim Herren-Worldcup 2002 in China. Im Finale verlor Kong gegen den deutschen Tischtennisspieler Timo Boll mit 1:4 Sätzen.
- 3. Platz im Herreneinzel bei der WTTC 2003 in Paris. Im Halbfinale verlor Kong gegen den späteren Sieger Werner Schlager in sieben Sätzen. Der 7. Satz endete 12:14 aus Kongs Sicht.
- 1. Platz im Herrendoppel (mit Wang Hao) bei der WTTC 2005 in Shanghai. Im Finale besiegten die beiden Chinesen die beiden deutschen Timo Boll und Christian Süß mit 1:4.

## Weitere Erfolge im Einzel
- 2. Platz bei den China Open 1994.
- 1. Platz bei den Korea Open 1994 in Seoul.
- 1. Platz bei den US Open 1994.
- 1. Platz bei den Jugoslawien Open 1994.
- 1. Platz bei den Asienmeisterschaften 1994.
- 1. Platz bei den China Open 1995.
- 1. Platz beim World Allstars Circuit 1995 in Shenzen.
- 1. Platz beim World Allstars Circuit 1995 in Hong Kong.
- 1. Platz bei den Asienmeisterschaften 1996 in Kallang.
- 1. Platz beim World Allstars Circuit 1996 in Sevilla.
- 2. Platz beim Dream Cup 1998 in Tadotsu.
- 2. Platz beim Pondus Cup 1999 in Kopenhagen.

## Privat
Kong Linghui ist ein seitlicher Nachkomme in der 76. Generation des Philosophen Konfuzius. Von 2002 bis 2013 lebte Kong Linghui mit der chinesischen Schauspielerin Ma Su zusammen.

## Turnierergebnisse
| Verband | Veranstaltung                 | Jahr | Ort             | Land | Einzel        | Doppel        | Mixed         | Team |
| ------- | ----------------------------- | ---- | --------------- | ---- | ------------- | ------------- | ------------- | ---- |
| CHN     | Asienmeisterschaft ATTU       | 1996 | Kallang         | SIN  | Gold          | Gold          | Viertelfinale | 2    |
| CHN     | Asienmeisterschaft ATTU       | 1994 | Tianjin         | CHN  | Gold          |               | Gold          | 1    |
| CHN     | Asian Cup                     | 1992 | Hong Kong       | HKG  | Halbfinale    |               |               |      |
| CHN     | Asienspiele                   | 2002 | Busan           | KOR  | Halbfinale    | Halbfinale    |               | 1    |
| CHN     | Asienspiele                   | 1998 | Bangkok         | THA  | Halbfinale    | Gold          |               | 1    |
| CHN     | Asienspiele                   | 1994 | Hiroshima       | JPN  |               |               | Gold          | 1    |
| CHN     | Asian Youth Champ.ATTU-Cadets | 1989 | New Delhi       | IND  | Gold          |               |               |      |
| CHN     | ASIA-TOP12                    | 1999 | Kish Island     | IRI  | 1             |               |               |      |
| CHN     | Olympische Spiele             | 2004 | Athen           | GRE  |               | letzte 16     |               |      |
| CHN     | Olympische Spiele             | 2000 | Sydney          | AUS  | Gold          | Silver medal  |               |      |
| CHN     | Olympische Spiele             | 1996 | Atlanta         | USA  | letzte 16     | Gold          |               |      |
| CHN     | Pro Tour                      | 2006 | Yokohama        | JPN  | letzte 16     | Viertelfinale |               |      |
| CHN     | Pro Tour                      | 2005 | Harbin          | CHN  | Viertelfinale | Gold          |               |      |
| CHN     | Pro Tour                      | 2005 | Doha            | QAT  | letzte 16     | Gold          |               |      |
| CHN     | Pro Tour                      | 2004 | Kobe            | JPN  | Halbfinale    | Halbfinale    |               |      |
| CHN     | Pro Tour                      | 2004 | Changchun       | CHN  | Viertelfinale | Gold          |               |      |
| CHN     | Pro Tour                      | 2004 | Wuxi            | CHN  | Viertelfinale | Halbfinale    |               |      |
| CHN     | Pro Tour                      | 2004 | Singapur        | SIN  | Viertelfinale | Halbfinale    |               |      |
| CHN     | Pro Tour                      | 2004 | Pyeongchang     | KOR  | Halbfinale    | Gold          |               |      |
| CHN     | Pro Tour                      | 2004 | Athen           | GRE  | letzte 16     | Silber        |               |      |
| CHN     | Pro Tour                      | 2003 | Johor Bahru     | MAS  | Halbfinale    | Gold          |               |      |
| CHN     | Pro Tour                      | 2003 | Guangzhou       | CHN  | Viertelfinale | Silber        |               |      |
| CHN     | Pro Tour                      | 2003 | Jeju-Si         | KOR  | Halbfinale    | Halbfinale    |               |      |
| CHN     | Pro Tour                      | 2002 | Farum           | DEN  | Viertelfinale | letzte 16     |               |      |
| CHN     | Pro Tour                      | 2002 | Warschau        | POL  | letzte 32     | Silber        |               |      |
| CHN     | Pro Tour                      | 2002 | Eindhoven       | NED  | Viertelfinale | Gold          |               |      |
| CHN     | Pro Tour                      | 2002 | Magdeburg       | GER  | letzte 16     | Gold          |               |      |
| CHN     | Pro Tour                      | 2002 | Fort Lauderdale | USA  | Halbfinale    | Gold          |               |      |
| CHN     | Pro Tour                      | 2002 | Qingdao City    | CHN  | letzte 16     | Halbfinale    |               |      |
| CHN     | Pro Tour                      | 2002 | Doha            | QAT  | Halbfinale    | Viertelfinale |               |      |
| CHN     | Pro Tour                      | 2001 | Yokohama        | JPN  |               | letzte 16     |               |      |
| CHN     | Pro Tour                      | 2001 | Seoul           | KOR  | letzte 16     | Gold          |               |      |
| CHN     | Pro Tour                      | 2000 | Farum           | DEN  | Viertelfinale | Halbfinale    |               |      |
| CHN     | Pro Tour                      | 2000 | Rio de Janeiro  | BRA  | Halbfinale    | Gold          |               |      |
| CHN     | Pro Tour                      | 2000 | Fort Lauderdale | USA  | Viertelfinale | Gold          |               |      |
| CHN     | Pro Tour                      | 2000 | Kobe City       | JPN  | Halbfinale    | Gold          |               |      |
| CHN     | Pro Tour                      | 2000 | Chang Chun City | CHN  | Halbfinale    | Viertelfinale |               |      |
| CHN     | Pro Tour                      | 1999 | Karlskrona      | SWE  | Silber        | Viertelfinale |               |      |
| CHN     | Pro Tour                      | 1999 | Lievin          | FRA  | Gold          | Gold          |               |      |
| CHN     | Pro Tour                      | 1999 | Linz/Wels       | AUT  | Gold          | Gold          |               |      |
| CHN     | Pro Tour                      | 1998 | Courmayeur      | ITA  | Viertelfinale | Viertelfinale |               |      |
| CHN     | Pro Tour                      | 1998 | Ji' Nan City    | CHN  | Viertelfinale | Halbfinale    |               |      |
| CHN     | Pro Tour                      | 1998 | Melbourne       | AUS  | Gold          | Gold          |               |      |
| CHN     | Pro Tour                      | 1998 | Wakayama        | JPN  | Gold          | Halbfinale    |               |      |
| CHN     | Pro Tour                      | 1998 | Kota Kinabalu   | MAS  | Silber        | Gold          |               |      |
| CHN     | Pro Tour                      | 1998 | Doha            | QAT  | letzte 16     | Silber        |               |      |
| CHN     | Pro Tour                      | 1997 | Zhuhai          | CHN  | Viertelfinale | Gold          |               |      |
| CHN     | Pro Tour                      | 1997 | Ipoh            | MAS  | Gold          | Silber        |               |      |
| CHN     | Pro Tour                      | 1997 | Fort Lauderdale | USA  | Gold          | Halbfinale    |               |      |
| CHN     | Pro Tour                      | 1997 | Rio de Janeiro  | BRA  | Halbfinale    | Gold          |               |      |
| CHN     | Pro Tour                      | 1997 | Doha            | QAT  | Halbfinale    | Scratched     |               |      |
| CHN     | Pro Tour                      | 1996 | Xi’an           | CHN  | Gold          | Gold          |               |      |
| CHN     | Pro Tour                      | 1996 | Kettering       | ENG  | Gold          | Halbfinale    |               |      |
| CHN     | Pro Tour Grand Finals         | 2004 | Peking          | CHN  | letzte 16     | Silber        |               |      |
| CHN     | Pro Tour Grand Finals         | 2002 | Stockholm       | SWE  | letzte 16     | Gold          |               |      |
| CHN     | Pro Tour Grand Finals         | 2000 | Kobe City       | JPN  | Viertelfinale | Viertelfinale |               |      |
| CHN     | Pro Tour Grand Finals         | 1999 | Sydney          | AUS  | Silber        | Gold          |               |      |
| CHN     | Pro Tour Grand Finals         | 1998 | Paris           | FRA  | Halbfinale    | Halbfinale    |               |      |
| CHN     | Pro Tour Grand Finals         | 1997 | Hong Kong       | HKG  | Viertelfinale | Gold          |               |      |
| CHN     | Pro Tour Grand Finals         | 1996 | Tian Jin        | CHN  | Gold          | Viertelfinale |               |      |
| CHN     | Weltmeisterschaft             | 2005 | Shanghai        | CHN  | letzte 16     | Gold          |               |      |
| CHN     | Weltmeisterschaft             | 2004 | Doha            | QAT  |               |               |               | 1    |
| CHN     | Weltmeisterschaft             | 2003 | Paris           | FRA  | Halbfinale    | Silber        |               |      |
| CHN     | Weltmeisterschaft             | 2001 | Osaka           | JPN  | Silber        | Silber        | keine Teiln.  | 1    |
| CHN     | Weltmeisterschaft             | 2000 | Kuala Lumpur    | MAS  |               |               |               | 2    |
| CHN     | Weltmeisterschaft             | 1999 | Eindhoven       | NED  | Viertelfinale | Gold          | keine Teiln.  |      |
| CHN     | Weltmeisterschaft             | 1997 | Manchester      | ENG  | Halbfinale    | Gold          | Silber        | 1    |
| CHN     | Weltmeisterschaft             | 1995 | Tianjin         | CHN  | Gold          | keine Teiln.  | Silber        | 1    |
| CHN     | World Cup                     | 2002 | Jinan           | CHN  | Silber        |               |               |      |
| CHN     | World Cup                     | 2000 | Yangzhou        | CHN  | 9.–12. Platz  |               |               |      |
| CHN     | World Cup                     | 1999 | Xiaolan         | 0    | 9.–12. Platz  |               |               |      |
| CHN     | World Cup                     | 1998 | Shantou         | CHN  | 5.–8. Platz   |               |               |      |
| CHN     | World Cup                     | 1997 | Nimes           | FRA  | Silber        |               |               |      |
| CHN     | World Cup                     | 1996 | Nimes           | FRA  | 9.–12. Platz  |               |               |      |
| CHN     | World Cup                     | 1995 | Nimes           | FRA  | Gold          |               |               |      |
| CHN     | World Cup                     | 1994 | Taipei          | CHN  | 5.–8. Platz   |               |               |      |
| CHN     | WTC-World Team Cup            | 1995 | Atlanta         | USA  |               |               |               | 5    |